# Херренкимзе (остров)
Хе́рренкимзе (нем. Herrenchiemsee), также Хе́рренинзель (нем. Herreninsel, в переводе: «Остров Господа Нашего», иногда ошибочно переводимый как «Мужской остров») — самый большой по площади остров на озере Кимзе в составе общины Кимзе в немецкой земле Бавария. На острове площадью 240 гектаров запрещено автомобильное движение и там постоянно проживает всего несколько человек. Попасть на «Мужской остров» можно на суднах, круглогодично отправляющихся из расположенных на берегу озера населённых пунктов Прин-ам-Кимзе или Гштадт-ам-Кимзе, а летом также из Бернау-ам-Кимзе, Киминга и некоторых других (пароходство Chiemsee-Schifffahrt). Херренинзель — самая известная туристическая цель в регионе Кимгау.

## История острова
Первые поселения на островах Кимзе появились, предположительно, ещё в каменном веке. Примерно 300 лет до н. э. окрестности озера заселили кельты, а около 15 года н. э. здесь появились римляне, которых в V веке сменили осевшие здесь германские племена. В 629 году на Херренинзель по инициативе Евстахия Люксёйского был основан первый мужской монастырь Баварии (откуда и идёт название: «Мужской остров», для сравнения: на соседнем острове Фрауенинзель — нем. Fraueninsel, в переводе: «Женский остров» — располагается женское аббатство). В 908 году при набеге венгров монастырь, находившийся под патронатом герцогского рода Агилольфингов, был частично разрушен, а спустя 60 лет его земли были преданы императором Оттоном I Великим во владение архиепископам Зальцбурга. В 1130 году на месте старого бенедиктинского монастыря был основан новый, заселённый канониками—августинцами и достигший своего расцвета в XV веке. При секуляризации в 1803 году монастырь был закрыт, а остров несколько раз менял своих владельцев, успевших перестроить монастырскую церковь в пивоварню, пока не стал собственностью одной из вюртембергских компаний, которая запланировала полную вырубку леса на Херренинзель. К протестам местного населения прислушался баварский король Людвиг II, который с целью предотвратить подобный исход за 350 тысяч гульденов приобрёл весь остров. Эта покупка и воплотившиеся в реальность планы Людвига построить на острове дворец в подражание Версальскому, придали жизни на острове второе дыхание. Организация регулярного судоходства на Кимзе, строительство железной дороги, соединившей Прин-ам-Кимзе с Мюнхеном и Зальцбургом, а также открытие после смерти короля дворца Херренкимзе для широкой публики привело в конце XIX века к началу туристического паломничества на «Мужской остров», не прекращающегося и по сей день. В августе 1948 года в бывшем монастыре Херренкимзе заседала экспертная комиссия, подготовившая проект будущего основного закона Германии, с небольшими изменениями принятого несколькими месяцами позже.

## Достопримечательности
Важнейшей достопримечательностью «Мужского острова», без сомнения, является новый дворец Херренкимзе, который только в 2017 году посетили около 380 тысяч человек. Херренкимзе — самый дорогой из дворцов Людвига II (расходы на его строительство превысили 16,6 миллионов марок — для сравнения: Линдерхоф и Нойшванштайн вместе обошлись королю в 14,7 миллионов): только золота на отделку внутренних помещений было израсходовано 4,5 килограмма.
В летние месяцы под крышей дворца Херренкимзе обитает популяция летучих мышей, достигающая 1000 особей; всего их на острове 15 различных видов и им посвящена отдельная выставка. Кроме того, в 12 помещениях южного крыла дворца разместился музей Людвига II.
Почти 75 тысяч посетителей (данные 2017 года) насчитывает бывший монастырь Херренкимзе, который после частичной перестройки и начала сооружения «нового дворца Херренкимзе» зачастую называют «старым дворцом» и в котором находятся несколько музеев и картинные галереи Юлиуса Экстера и других художников, связанных с Кимзе.
На острове расположены и другие храмовые здания: перестроенная в 1676—1679 годах бывшая соборная монастырская церковь, ныне не действующая приходская церковь святой Марии (XV век, алтарь и орган — XVI века), капелла Святого Креста (конец XVII века). По Херренинзель, на лугах которого можно встретить пасущихся оленей или лошадей, проложены несколько маршрутов для пешего туризма.

## Галерея
- Новый дворец и парк Херренкимзе
- Один из фонтанов парка
- Бывший монастырь Херренкимзе
- Комната, где был написан проект основного закона Германии
- Церковь святой Марии
- Капелла Святого Креста